# Krastin Automobile Manufacturing Company

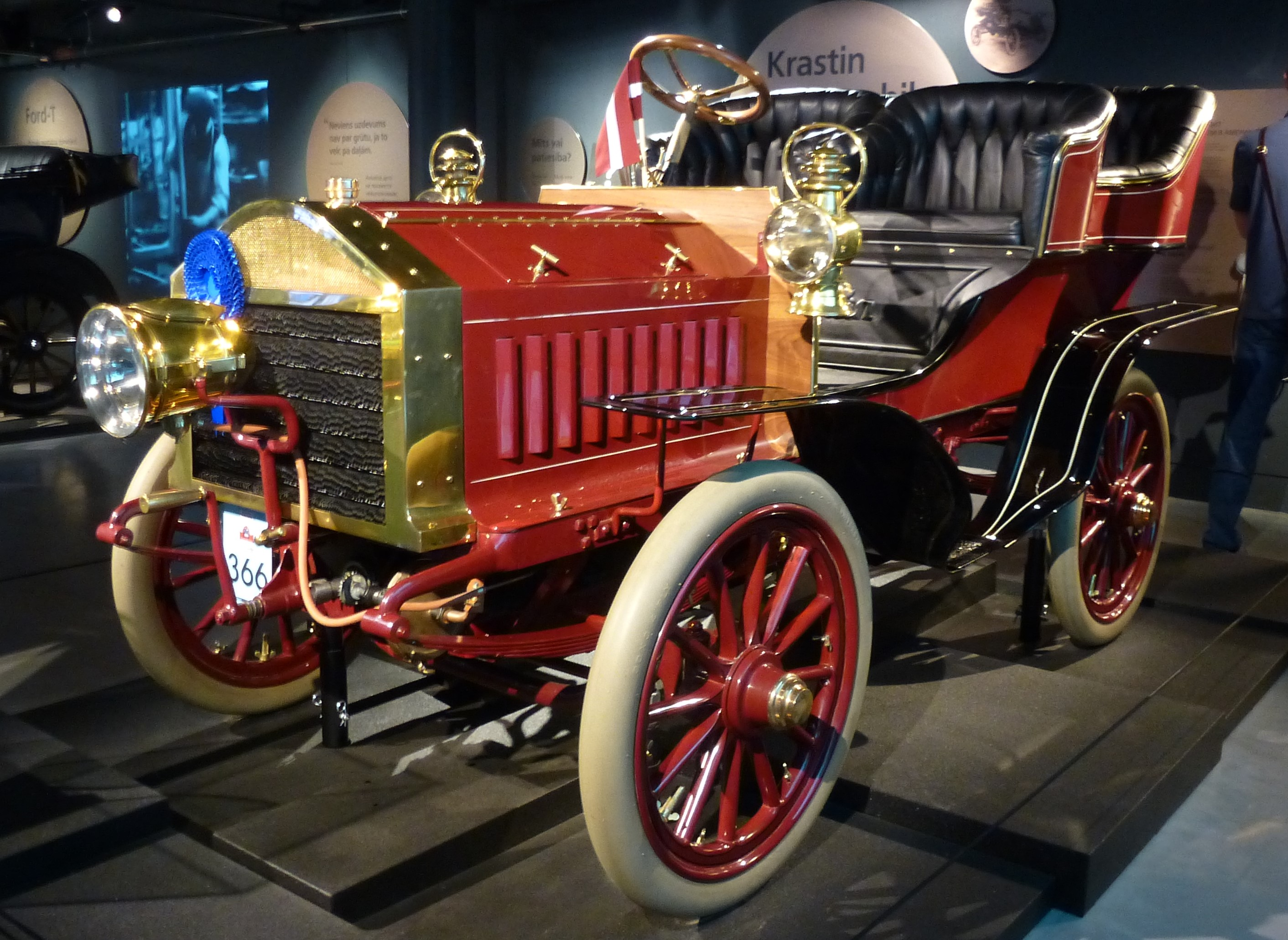
Der letzte erhaltene Krastin von 1903 im Rigaer Motormuseum

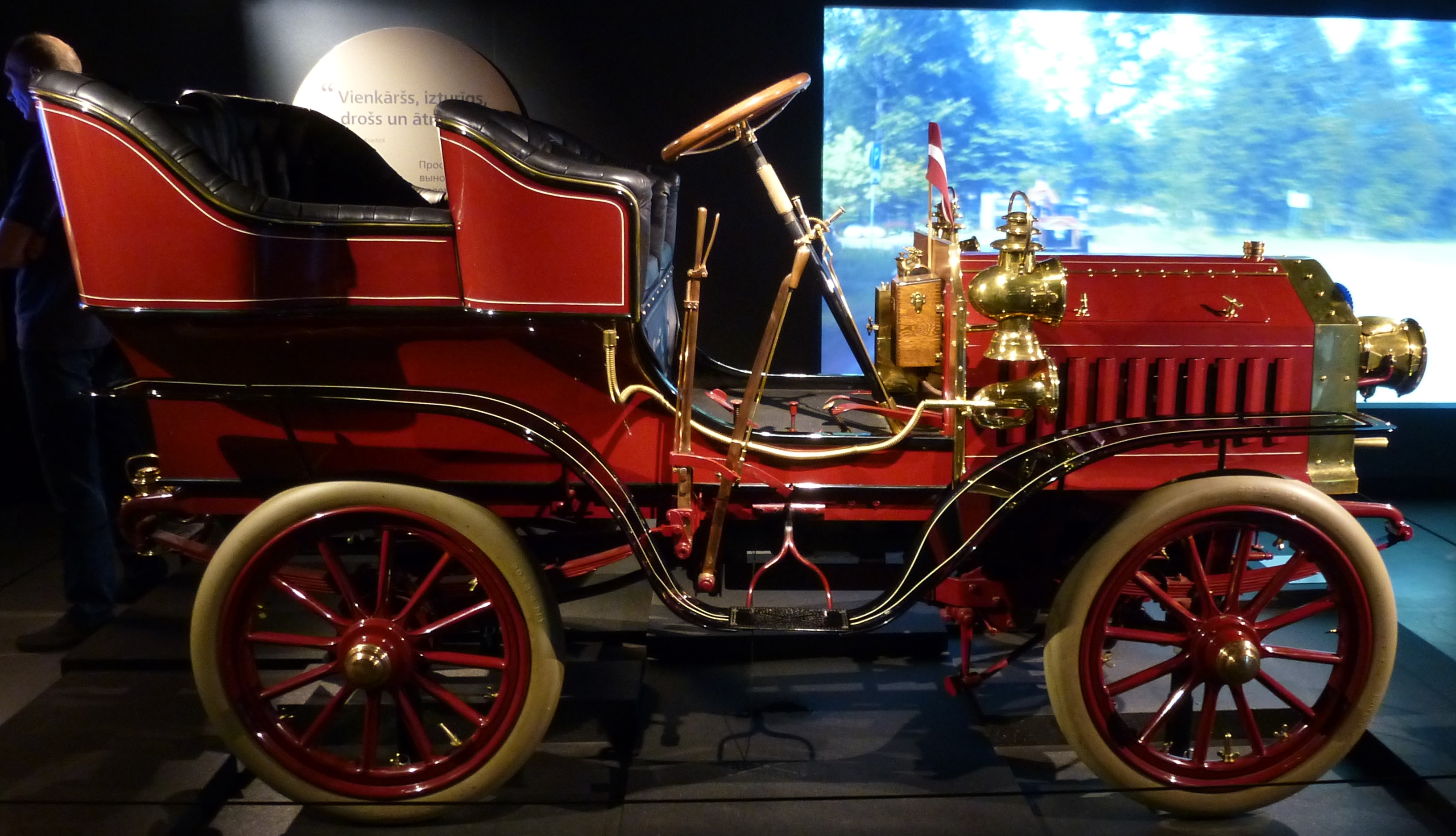
Seitenansicht

Krastin Automobile Manufacturing Company war ein US-amerikanischer Hersteller von Automobilen.

## Unternehmensgeschichte
August Krastin stammte aus Lettland. Er arbeitete über einige Jahre an einem Prototyp. Am 20. November 1901 wurde das Unternehmen in Cleveland in Ohio gegründet. Charles S. Beardslee war Präsident und Krastin Generalmanager. Sie begannen 1902 mit der Produktion von Automobilen. Der Markenname lautete Krastin. Das erste Fahrzeug wurde im Oktober 1902 verkauft. Das Werk hatte eine Kapazität von vier Fahrzeugen täglich. Später zerstörte ein Feuer das Werk, das nicht versichert war. Anfang 1904 folgte der Bankrott.
Insgesamt entstanden vier Fahrzeuge, von denen eines noch existiert.

## Fahrzeuge
Im Angebot stand nur ein Modell. Ein wassergekühlter Zweizylindermotor mit 10 PS Leistung trieb über eine Kette die Hinterachse an. Das Fahrgestell hatte 183 cm Radstand. Zur Wahl standen Runabout mit zwei Sitzen sowie zwei Tonneaus mit vier und mit sechs Sitzen. Das Lenkrad hatte zahlreiche Sonderfunktionen.